# Григоровичі
Григоро́вичі — село в Україні, у Луцькому районі Волинської області. Входить до складу Городищенської сільської громади. Населення становить 150 осіб.

## Населення
Згідно з переписом УРСР 1989 року чисельність наявного населення села становила 150 осіб, з яких 62 чоловіки та 88 жінок.
За переписом населення України 2001 року в селі мешкали 152 особи.

### Мова
Розподіл населення за рідною мовою за даними перепису 2001 року:
| Мова       | Відсоток |
| ---------- | -------- |
| українська | 98,67 %  |
| російська  | 1,33 %   |

## Історія
До 27 квітня 2017 року село підпорядковувалось Городищенській сільській раді Луцького району Волинської області.
19 липня 2020 року в результаті адміністративно-територіальної реформи та ліквідації Луцького району(1940—2020) село увійшло до складу новоутвореного Луцького району.

## Пам'ятки археології
- На північно-західній околиці села, на південь від шосейної дороги сполученням Луцьк–Львів, в урочищі «Копанка», на схилі правого берега р. Полонки висотою 4–5 м над рівнем заплави, у місці впадіння в неї безіменного струмка — багатошарове поселення тшинецько-комарівської, черняхівської культур і давньоруського періоду ХІІ–ХІІІ ст. площею до 1,5 га. Сліди пам'ятки зафіксовані на південь від шосейної дороги. Із заходу поселення обмежує став.
- В західній частині села, на лагідному схилі першої надзаплавної тераси правого берега безіменного струмка висотою 5–6 м над рівнем заплави — селище давньоруського періоду площею до 2 га.
- В південній частині села, на території сільського цвинтаря, на гребені першої надзаплавної тераси правого берега безіменного струмка, висотою до 30 м над рівнем заплави — курганний могильник ХІ–ХІІІ ст. Курганна група тягнеться з півночі на південь на відтинку до 35 м. Виявлено сім курганів, з яких лише два збереглися у доброму стані. Округлої форми насипи мають діаметр 5–7 м і висоту 0,3-0,5 м. Розкопками В. Коноплі досліджено один із курганів. Він був насипаний на давній горизонт. На глибині 1,5 м у прямокутній дерев'яній домовині розмірами 0,65×2,4 м знаходилось витягнуте поховання дорослого чоловіка без гомілкових кісток. Під час розкопок в насипі кургану знайдено два крем'яні ретушовані відколи, точильний брусок з пісковику та бочок кружальної кераміки ХІІ–ХІІІ ст. Один крем'яний відкіл виявлено в нижній частині тазової кістки скелета.